# Anna Stemmermann
Anna Stemmermann (* 12. Oktober 1874 in Altenbruch; † 14. April 1926 in Bremen) war eine deutsche Pädagogin und Medizinerin.

## Biografie
Stemmermann war die Tochter eines Arztes. Sie absolvierte die höhere Töchterschule in Otterndorf und ab 1886 die Bringemannsche Schule in Bremen. Danach besuchte sie das Lehrerseminar in Wolfenbüttel. Zunächst verdingte sie sich als Hauslehrerin und dann als Lehrerin an der Bremer Schule ihrer Tante Ida Wohlers. Von 1886 bis 1889 besuchte sie ein Gymnasium in Berlin und erwarb das Abitur durch eine Prüfung am Alten Gymnasium in Bremen.
Sie studierte Medizin an der Universität Göttingen, der Universität Freiburg im Breisgau und ab 1902 an der Universität Bonn. Ab 1905 war sie Assistenzärztin an der Irrenanstalt, dem St.-Jürgen-Asyl in Osterholz. Sie promovierte zum Dr. med. in Leipzig. 1907 eröffnete sie ihre Praxis in Bremen-Mitte, am Fedelhören Nr. 87 und war damit die erste und bis 1920 einzige in Bremen zugelassene Ärztin.
Darüber hinaus unterrichtete sie Gesundheitslehre im Frauenerwerbs- und Ausbildungsverein und an der Ida-Wohlers-Schule und engagierte sich im Bremer Hausfrauenverein. Mit hohem sozialen Engagement setzte sie sich für arbeitslose und arme Menschen ein und beim Aufbau der Bremischen Jugendfürsorge. 1929 gründete sich die Dr.-med.-Anna-Stemmermann-Stiftung, durch die soziale Projekte, wie ein zentraler Mittagstisch für Bedürftige und eine Ruhestätte für berufstätige Frauen, finanziert wurden. Die Stiftung wirkte bis 1949, also bis nach dem  Verlust der Mittel durch die Währungsreform, zusammen mit dem Ottilie-Hoffmann-Haus.